# Querétaro (thành phố)
Santiago de Querétaro (phát âm tiếng Tây Ban Nha: [sanˈtjaɣo ðe keˈɾetaɾo]) còn được gọi đơn giản là Querétaro là thành phố lớn nhất và thủ phủ của bang Querétaro, miền trung México. Thành phố nằm về phía tây bắc của Thành phố México khoảng 213 km, về phía đông nam của San Miguel de Allende khoảng 63 km và về phía nam của San Luis Potosí 200 km. Thành phố được chia thành 7 khu vực là Josefa Vergara y Hernández, Felipe Carrillo Puerto, Centro Histórico, Cayetano Rubio, Santa Rosa Jáuregui, Félix Osores Sotomayor và Epigmenio González. Năm 1996, trung tâm lịch sử của Querétaro đã được công nhận là di sản thế giới của UNESCO.
Ngày thành lập của thành phố được cho là ngày 25 tháng 7 năm 1531, khi trong một cuộc chiến giữa Tây Ban Nha và người dân địa phương của khu vực, một nhật thực xảy ra trong thời gian đó và người ta cho rằng Thánh James trên một con ngựa trắng mang theo một cây thánh giá màu hồng xuất hiện, khiến người dân địa phương trong những khu vực đầu hàng. Trên thực tế, Tây Ban Nha thống trị ở đây là dần dần.
Ngày nay, thành phố là một trong những phát triển nhanh nhất trong cả nước, với cơ sở kinh tế của nó trong các ngành công nghiệp như hóa chất, sản phẩm giấy, máy móc. Điều này đã gây ra các thành phố và khu vực đô thị thu hút nhiều di dân từ các khu vực khác của Mexico.
Thành phố của Queretaro đã có một phát triển công nghiệp và kinh tế nổi bật trong 15 năm qua. Khu vực đô thị của Queretaro có một trong GDP đầu người cao nhất Mexico 20.000 đô la Mỹ năm 2009.

## Khí hậu
Querétaro có khí hậu bán khô hạn (phân loại khí hậu Köppen BSh) với nhiệt độ ôn hòa quanh năm. Hầu hết lượng mưa rơi từ tháng 6 đến tháng 8.
| Dữ liệu khí hậu của Querétaro            | Dữ liệu khí hậu của Querétaro | Dữ liệu khí hậu của Querétaro | Dữ liệu khí hậu của Querétaro | Dữ liệu khí hậu của Querétaro | Dữ liệu khí hậu của Querétaro | Dữ liệu khí hậu của Querétaro | Dữ liệu khí hậu của Querétaro | Dữ liệu khí hậu của Querétaro | Dữ liệu khí hậu của Querétaro | Dữ liệu khí hậu của Querétaro | Dữ liệu khí hậu của Querétaro | Dữ liệu khí hậu của Querétaro | Dữ liệu khí hậu của Querétaro |
| Tháng                                    | 1                             | 2                             | 3                             | 4                             | 5                             | 6                             | 7                             | 8                             | 9                             | 10                            | 11                            | 12                            | Năm                           |
| ---------------------------------------- | ----------------------------- | ----------------------------- | ----------------------------- | ----------------------------- | ----------------------------- | ----------------------------- | ----------------------------- | ----------------------------- | ----------------------------- | ----------------------------- | ----------------------------- | ----------------------------- | ----------------------------- |
| Cao kỉ lục °C (°F)                       | 35.2 (95.4)                   | 31.6 (88.9)                   | 35.4 (95.7)                   | 37.0 (98.6)                   | 37.0 (98.6)                   | 36.5 (97.7)                   | 32.5 (90.5)                   | 33.0 (91.4)                   | 32.0 (89.6)                   | 32.0 (89.6)                   | 31.3 (88.3)                   | 28.6 (83.5)                   | 37.0 (98.6)                   |
| Trung bình ngày tối đa °C (°F)           | 23.0 (73.4)                   | 24.6 (76.3)                   | 27.6 (81.7)                   | 29.5 (85.1)                   | 30.7 (87.3)                   | 29.2 (84.6)                   | 26.9 (80.4)                   | 26.8 (80.2)                   | 25.7 (78.3)                   | 25.9 (78.6)                   | 24.9 (76.8)                   | 23.5 (74.3)                   | 26.5 (79.7)                   |
| Trung bình ngày °C (°F)                  | 15.1 (59.2)                   | 16.2 (61.2)                   | 18.7 (65.7)                   | 20.7 (69.3)                   | 22.5 (72.5)                   | 21.9 (71.4)                   | 20.4 (68.7)                   | 20.3 (68.5)                   | 19.5 (67.1)                   | 18.6 (65.5)                   | 16.9 (62.4)                   | 15.5 (59.9)                   | 18.9 (66.0)                   |
| Tối thiểu trung bình ngày °C (°F)        | 7.1 (44.8)                    | 7.8 (46.0)                    | 9.8 (49.6)                    | 12.0 (53.6)                   | 14.3 (57.7)                   | 14.6 (58.3)                   | 13.9 (57.0)                   | 13.7 (56.7)                   | 13.3 (55.9)                   | 11.2 (52.2)                   | 8.9 (48.0)                    | 7.5 (45.5)                    | 11.2 (52.2)                   |
| Thấp kỉ lục °C (°F)                      | −2.8 (27.0)                   | −1.8 (28.8)                   | 0.5 (32.9)                    | 2.6 (36.7)                    | 1.9 (35.4)                    | 4.5 (40.1)                    | 4.4 (39.9)                    | 8.6 (47.5)                    | 5.6 (42.1)                    | 1.8 (35.2)                    | −1.5 (29.3)                   | −1.5 (29.3)                   | −2.8 (27.0)                   |
| Lượng Giáng thủy trung bình mm (inches)  | 15.3 (0.60)                   | 8.8 (0.35)                    | 3.6 (0.14)                    | 15.2 (0.60)                   | 42.8 (1.69)                   | 95.4 (3.76)                   | 130.8 (5.15)                  | 84.9 (3.34)                   | 70.1 (2.76)                   | 40.4 (1.59)                   | 9.9 (0.39)                    | 10.3 (0.41)                   | 527.5 (20.77)                 |
| Số ngày giáng thủy trung bình (≥ 0.1 mm) | 2.8                           | 1.8                           | 0.8                           | 2.4                           | 6.5                           | 9.7                           | 11.5                          | 8.5                           | 7.5                           | 4.9                           | 2.4                           | 1.9                           | 60.7                          |
| Độ ẩm tương đối trung bình (%)           | 50                            | 46                            | 42                            | 43                            | 47                            | 55                            | 60                            | 60                            | 61                            | 58                            | 54                            | 54                            | 53                            |
| Số giờ nắng trung bình tháng             | 241.8                         | 237.7                         | 268.4                         | 264.2                         | 252.1                         | 208.5                         | 213.8                         | 225.1                         | 210.7                         | 235.3                         | 231.5                         | 213.6                         | 2.802,7                       |
| Nguồn 1: Servicio Meteorológico Nacional |                               |                               |                               |                               |                               |                               |                               |                               |                               |                               |                               |                               |                               |
| Nguồn 2: Colegio de Postgraduados        |                               |                               |                               |                               |                               |                               |                               |                               |                               |                               |                               |                               |                               |